# Firas Ben Larbi
Firas Ben Larbi (Túnez, 27 de mayo de 1996) es un futbolista tunecino que juega en la demarcación de centrocampista para el Sharjah F. C. de la UAE Pro League.

## Selección nacional
Tras jugar en la selección de fútbol sub-17 de Túnez, finalmente hizo su debut con la selección absoluta el 21 de septiembre de 2019 en un encuentro de clasificación para el Campeonato Africano de Naciones de 2020 contra Libia que finalizó con un resultado de 1-0 a favor del combinado tunecino tras el gol de Anice Badri.

### Goles internacionales
| # | Fecha                   | Estadio                                 | Oponente              | Gol | Resultado | Competición                                          |
| - | ----------------------- | --------------------------------------- | --------------------- | --- | --------- | ---------------------------------------------------- |
| 1 | 30 de noviembre de 2021 | Estadio Áhmad bin Ali, Rayán, Catar     | Mauritania            | 2–0 | 5-1       | Copa Árabe de la FIFA 2021                           |
| 2 | 30 de noviembre de 2021 | Estadio Áhmad bin Ali, Rayán, Catar     | Mauritania            | 4–1 | 5-1       | Copa Árabe de la FIFA 2021                           |
| 3 | 17 de noviembre de 2023 | Estadio Olímpico de Radès, Radès, Túnez | Santo Tomé y Príncipe | 4–0 | 4-0       | Clasificación para la Copa Mundial de Fútbol de 2026 |

## Clubes
| Club            | País  | Año       | Partidos | Goles |
| --------------- | ----- | --------- | -------- | ----- |
| AS Marsa        | Túnez | 2014-2016 | 20       | 1     |
| CA Bizertin     | Túnez | 2016-2018 | 39       | 9     |
| Étoile du Sahel | Túnez | 2018-2020 | 61       | 16    |
| Fujairah F. C.  | EAU   | 2020-2021 | 27       | 8     |
| Ajman Club      | EAU   | 2021-2023 | 62       | 30    |
| Sharjah F. C.   | EAU   | 2023-     | 70       | 15    |

## Palmarés

### Títulos internacionales
| Título                        | Club          | Sede    | Año  |
| ----------------------------- | ------------- | ------- | ---- |
| Liga de Campeones 2 de la AFC | Sharjah F. C. | Kallang | 2025 |